# Arlette Contreras
Cindy Arlette Contreras Bautista (Ayacucho, 26 de junio de 1990) es una abogada, defensora de los derechos humanos, activista por los derechos de las mujeres y política peruana. Forma parte del movimiento en Perú #NiUnaMenos que se inició en Perú en 2016 contra la violencia de género y es autora de la "Agenda Mujer", una propuesta integral que responde a las diversas problemáticas que enfrentan las mujeres y las poblaciones vulnerables a nivel global.
En 2017 recibió el Premio Internacional a las Mujeres de Coraje del Departamento de Estado de los Estados Unidos, y fue incluida en la lista Time 100 de las personas más influyentes, en la categoría Íconos. En 2018 recibió el Premio de Defensora de Derechos Humanos de la Embajada de Reino Unido y fue incluida en lista de la BBC de las 100 Mujeres más inspiradoras. 
Como política fue elegida como congresista de la república en el año 2020, para el período complementario 2020 - 2021 y fue miembro titular de la Comisión de la Mujer y Familia.
El 8 de marzo de 2023, en el Día Internacional de la Mujer fundó la asociación "Agenda Mujer" con el propósito de promover los derechos humanos de la mujeres, niñas/os, adolescentes y de otros grupos en especial situación de vulnerabilidad, recibiendo el Premio Derechos Humanos "Javier Pérez De Cuéllar" de la Embajada de Francia en diciembre del 2024.

## Biografía
Arlette Contreras nació en 1990, en casa, en la ciudad de las Iglesias: Ayacucho, y creció entre los majestuosos paisajes que conectan la Sierra y la Selva peruana, escenarios que marcaron profundamente su visión del mundo y nutrieron desde muy pequeña su compromiso con las causas sociales. Recuerda que, cuando era niña, debía cruzar un río caudaloso para llegar a la escuela, sin saber nadar. Aquella experiencia, desafiante y riesgosa, reflejaba ya su valentía y su determinación.
En la secundaria pasó por varios colegios y culminó sus estudios como una alumna destacada. Inmediatamente después, ingresó a la Escuela de antropología social de la Universidad Nacional de San Cristóbal de Huamanga; sin embargo, su vocación la condujo hacia el derecho y las ciencias políticas en la Universidad Alas Peruanas, donde se consolidó su profundo compromiso con la justicia y los derechos humanos.
Terminó por titularse como abogada en la Universidad Inca Garcilaso de la Vega y se incorporó al Ilustre Colegio de Abogados de Lima. Actualmente es candidata a la maestría en ciencia política y relaciones internacionales en la Pontificia Universidad Católica del Perú, con un enfoque prioritario en los Derechos Humanos.[fuente independiente requerida]

### Ataque
El 12 de julio de 2015 Contreras sobrevivió a un ataque físico y sexual de parte de su exnovio, Adriano Manuel Pozo Arias, en un hotel de Ayacucho. Tras varios minutos de haber ingresado con él a una habitación, las cámaras de seguridad registraron cuando ella escapa siendo perseguida por el agresor desnudo hasta el lobby, siendo golpeada brutalmente, arrastrada del cabello y gritando. Contreras hizo pública su demanda de justicia y presionó su caso en los medios.
La evidencia contra su agresor fue suficiente para una condena, pero un panel de tres jueces en julio de 2016 decidieron dejarlo en libertad, imponiéndole solo reglas de conducta.
La violencia hacia ella y el tratamiento institucional posterior se convirtieron en un punto de referencia para el nacimiento del movimiento NiUnaMenos a nivel nacional. La marcha en Lima es señalada como una de las manifestaciones más grandes en Perú en contra de la violencia contra las mujeres. En noviembre de 2016, el Tribunal de Apelaciones de Ayacucho anuló la sentencia de Pozo y ordenó un segundo juicio.
En febrero de 2018 la Corte Superior de Justicia de Ayacucho absolvió por segunda vez a Pozo. Dos meses después la defensa legal de Pozo la llevó a juicio denunciándola por el delito de falsedad, con la finalidad de desvirtuar su testimonio en juicio.
En septiembre del 2018 la Sala Penal permanente de la Corte Suprema decidió transferir la competencia judicial del caso, del distrito judicial de Ayacucho a la Corte Superior de Justicia de Lima Norte.
El 8 de julio de 2019 después de un tercer juicio oral la Corte Superior de Justicia de Lima Norte condenó al agresor a 11 años de pena efectiva por el delito de tentativa de feminicidio, absolviéndolo del delito de violación sexual en grado de tentativa. Esta decisión fue apelada por la defensa de Contreras por no estar de acuerdo con la absolución y la fuga de Adriano Pozo.
En segunda instancia, la Corte Superior de Justicia de Lima Norte confirmó la sentencia anterior respecto al delito de tentativa de feminicidio y ordenó un cuarto juicio oral revictimizante por la tentativa de violación sexual , con lo que la defensa de Contreras no estuvo de acuerdo y presentó un recurso extraordinario de casación para evitar su revictimización y exigiendo la condena del caso en todos sus extremos.Sin embargo, la casación resuelta el 15 de septiembre del año 2021 por la Tercera Sala Penal de la Corte Suprema de Justicia en Perú, resultó en la confirmación anterior y una reducción de un año de condena de Pozo Arias, quien continúa impune. 
Por su parte, Contreras ya ha iniciado una demanda internacional al Estado peruano ante la Corte Interamericana de Derechos Humanos por violencia institucional y las flagrantes violaciones a sus derechos humanos en su país.

### Activismo
El caso de Arlette Contreras fue el símbolo en la primera convocatoria en Perú de la marcha #NiUnaMenos en 2016. El 11 de agosto de 2018 también participó en una nueva marcha con el lema Mujeres x Justicia. Desde entonces Contreras participa activamente en diversas manifestaciones en contra de la violencia de género denunciando que las instituciones del país no cumplen sus funciones en la lucha contra los feminicidios y la violencia de género.

## Carrera política
El 6 de noviembre de 2019 anunció su candidatura al Congreso de la República invitada por el partido político Frente Amplio para el periodo complementario 2020-2021, consiguiendo un escaño. Renunció a la bancada de Frente Amplio días después de haber juramentado por discrepancias internas en el reparto de comisiones.
Su trabajo en el Congreso de la República estuvo enfocado en impulsar una "Agenda Mujer", la misma que se caracterizó en la defensa y promoción de los derechos humanos de las mujeres, adolescentes, niñas, niños y de otros grupos en situación de vulnerabilidad. Su productividad legislativa fue de 32 Proyectos de Ley presentados, 08 Leyes vigentes de las cuales más destacan: La Ley de Paridad y Alternancia en el Congreso de la República, Parlamento Andino, Consejos Regionales y Municipales; La Ley contra el Acoso Político a las Mujeres; La Ley de Gestión Menstrual a favor de mujeres, niñas y adolescentes; La Ley Nacional de Cáncer; La Ley de Cáncer Infantil, entre otras; una reforma constitucional y un proyecto de resolución legislativa para el reconocimiento del Acceso a Internet como Derecho Fundamental. Fue también la primera congresista en presentar una Moción de Orden del Día y un Proyecto de Ley para declarar al Perú en estado de Emergencia Alimentaria durante la pandemia por COVID-19. 
Además fue impulsora de la realización de los "Pleno Mujer", que se llevaron a cabo el 4 de septiembre del 2020 y el 8 de marzo del 2021, en el marco del "Día Internacional de la Mujer Indígena" y el "Día Internacional de la Mujer", respectivamente.
Así como impulsó también la suscripción del "Pacto Nacional de Lucha Contra la Violencia y la Discriminación hacia las Mujeres y por el Pleno Ejercicio de sus Derechos" desde el Acuerdo Nacional en Perú y a nivel internacional la suscripción del acuerdo “Agenda Mujer Parlamentaria Latinoamericana”, suscrita por diputadas y senadoras de Canadá, México, Colombia, Chile, Ecuador y Argentina junto a ParlAméricas.
Actualmente desde julio del año 2024 está afiliada a Alianza para el Progreso, partido político de César Acuña.

## Reconocimientos
- En 2017 fue reconocida por el departamento de Estado de los Estados Unidos junto con otras doce personas para recibir el Premio Internacional a las Mujeres de Coraje en Washington.[17]

- En 2017 fue elegida en la revista Time como una de 100 personas más influyentes en la categoría de Íconos.[4][18][19]
- En 2018 fue incluida en lista de las 100 Mujeres más influyentes de ese año por la BBC,[20] y recibió por parte de la Embajada británica en el Perú el Premio de Defensora de Derechos Humanos (Human Rights Defenders Award.[21][22]